# Magnus Lundblad

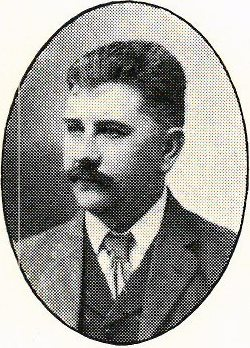
Nils Magnus Lundblad

Nils Magnus Lundblad, född 18 maj 1861 i Bäve socken, Göteborgs och Bohus län, död 24 november 1921 i Vadstena, var en svensk psykiater.
Lundblad blev student vid Uppsala universitet 1884, medicine kandidat 1892 och medicine licentiat 1908. Han var biträdande läkare vid Växjö hospital 1909, vid Kristinehamns hospital 1910–12 och vid Nyköpings hospital 1913–20.